# 内山下 (岡山市)
内山下（うちさんげ）は岡山県岡山市北区にある町域。岡山県庁が所在する。
また、内山下は、内山下や丸の内などの町丁を中心とした周辺を含む広域地名・地域区分としても存在する（後述）。

## 概要
岡山市内の商業地の一つで、岡山県庁・中国電力岡山支社などの公共機関や企業が密集しており、かつては日銀岡山支店も所在していた。
2001年には内山下小学校が廃校となったが、現在は岡山後楽館中学・高校がその跡地の一部を活用している。
旧岡山城下町時代から続く古い地名で、旭川の右岸に位置する。
もとは、岡山城本丸を中心にして二の丸をふくめた一帯を内山下と称していた。城山の周囲が山下（さんげ）で、その内部的地域であるから内山下と称した（後述）。近現代において、天守のあるところが、内山下1番地であった。しかし、1970年（昭和45年）10月20日の住居表示の実施に伴う町名の改廃により、内山下の北部を丸の内一・二丁目として分割、これにより岡山城本丸は丸の内二丁目に所在することになった。また、内山下を石山みちを境に東西2区に分け、中国電力がある西側を一丁目、県庁がある東側を二丁目とした。境界変更により一部は石関町、表町一～三丁目、京橋町に編入された。
現在の内山下は、北は県庁通りを境にして丸の内に隣接し、西は城下筋までで表町、南は従来の内山下の南端と同じで京橋町と隣接、東は旭川で、土手沿いに水之手筋が通る。また内山下一・二丁目のほぼ中央を東西にあくら通りが通っている。
かつては一丁目に日本銀行岡山支店が所在していたが、現在は丸の内に移転している。

### 小・中学校の学区
公立の小・中学校に通学する場合、学区は次のように指定されている 。
| 区域         | 小学校                 | 中学校                 |
| ------------ | ---------------------- | ---------------------- |
| 内山下一丁目 | 岡山市立岡山中央小学校 | 岡山市立岡山中央中学校 |
| 内山下二丁目 | 岡山市立岡山中央小学校 | 岡山市立岡山中央中学校 |

## 沿革

### 歴史
天正元年 (1573年)、宇喜多直家が石山城（現在のRSK山陽放送本社あたり）に入城すると、直ちに城下町の造営に取りかかった。直家の子・秀家は石山の東側にあった丘である岡山に本丸を移し、現在の内山下・石関町などの一帯を城郭に取り込み、新たに岡山城を築城。これを中心にして城下町の基礎をつくった。
内山下の地名は江戸時代初期にはすでに使われていたとされる。
内山下は岡山藩家臣団のうち家老・重臣の屋敷が集まった所で、藩政当時は当地全域が侍屋敷であった。
昭和40年以後、町区が改訂され、前述の通り内山下一・二丁目、丸の内一・二丁目などに分割された。

### 地名の由来
山下（さんげ）とは、城郭の天守・本丸の周囲のこと、あるいは城郭および城下町の主要部分のことである。
岡山城の山下（この場合、本丸から二の丸までの一帯）のうち、本丸に近い部分、つまり内側部分を内山下と呼んだ。
これに対し、山下の町人町寄りの部分、つまり外側部分を、町人町と内山下の中間という意味で中山下（なかさんげ）と呼んだ。内山下同様、中山下も現存する地名である。

## 地勢
河川
- 旭川

## 世帯数と人口
2024年（令和6年）6月30日現在（岡山市発表）の世帯数と人口は以下の通りである。
| 丁目         | 世帯数  | 人口  | 男    | 女    |
| ------------ | ------- | ----- | ----- | ----- |
| 内山下一丁目 | 573世帯 | 926人 | 382人 | 554人 |
| 内山下二丁目 | 139世帯 | 236人 | 103人 | 133人 |

## 主要施設
公的施設
- 岡山県庁 - 二丁目
  - 岡山県警察本部

金融機関
- 岡山県銀行協会 - 一丁目

一般企業・商店
- 中国電力岡山支社（うちさんげ電気ビル） - 一丁目
- ルネスホール（旧日本銀行岡山支店） - 一丁目
- 大本組本店 - 一丁目
- ビザビグループ本社 - 一丁目

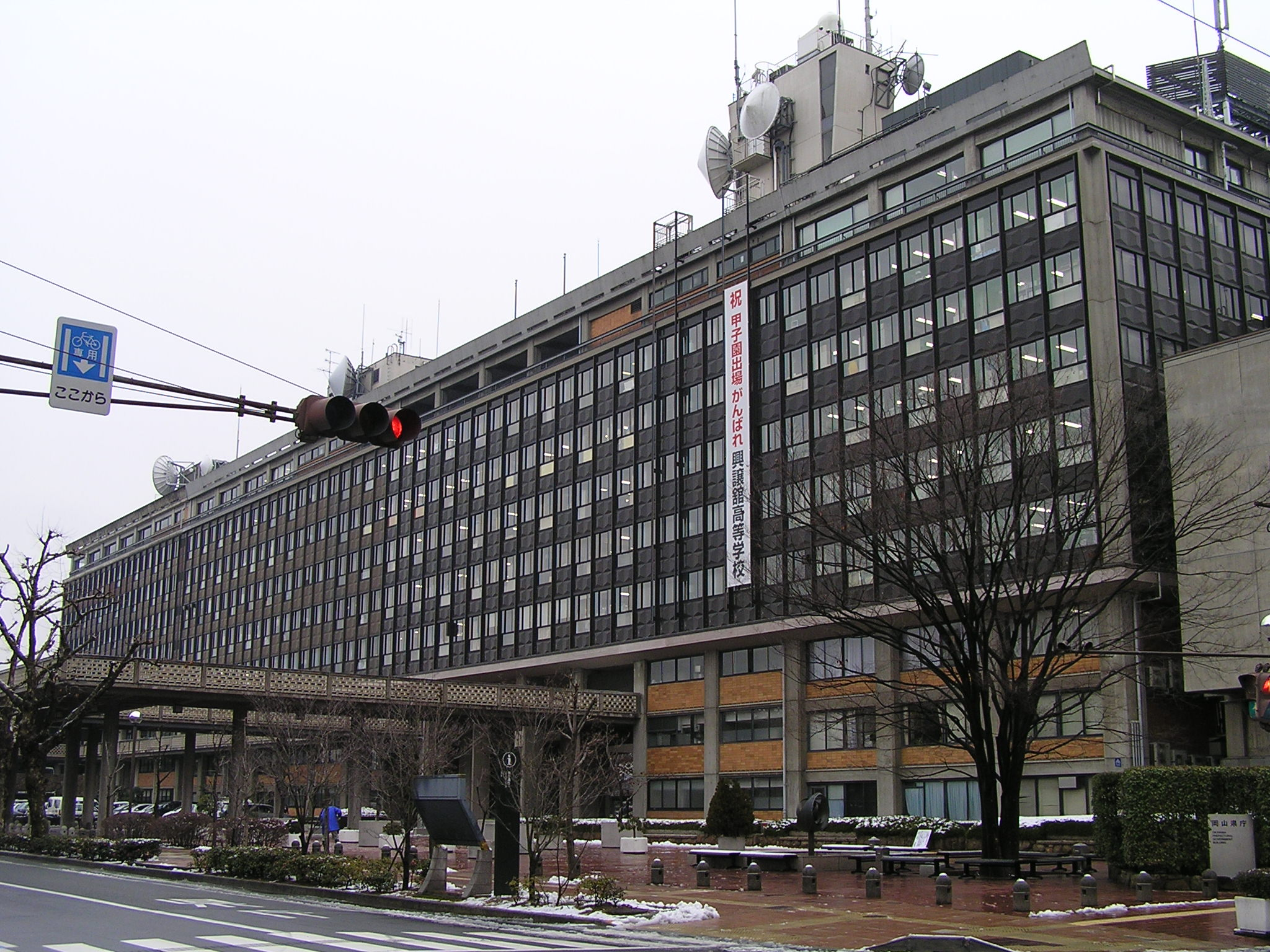
岡山県庁
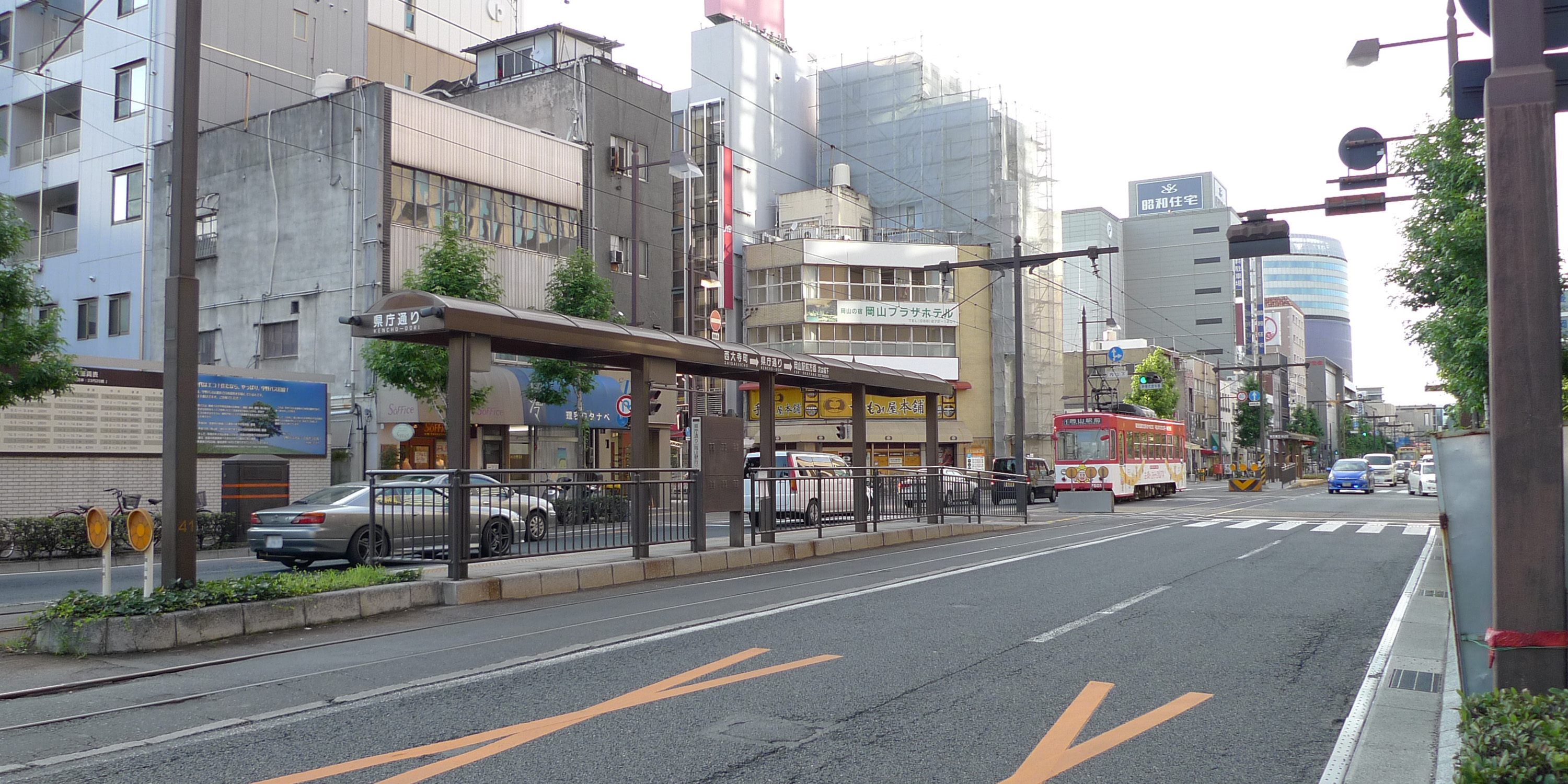
県庁通り停留場
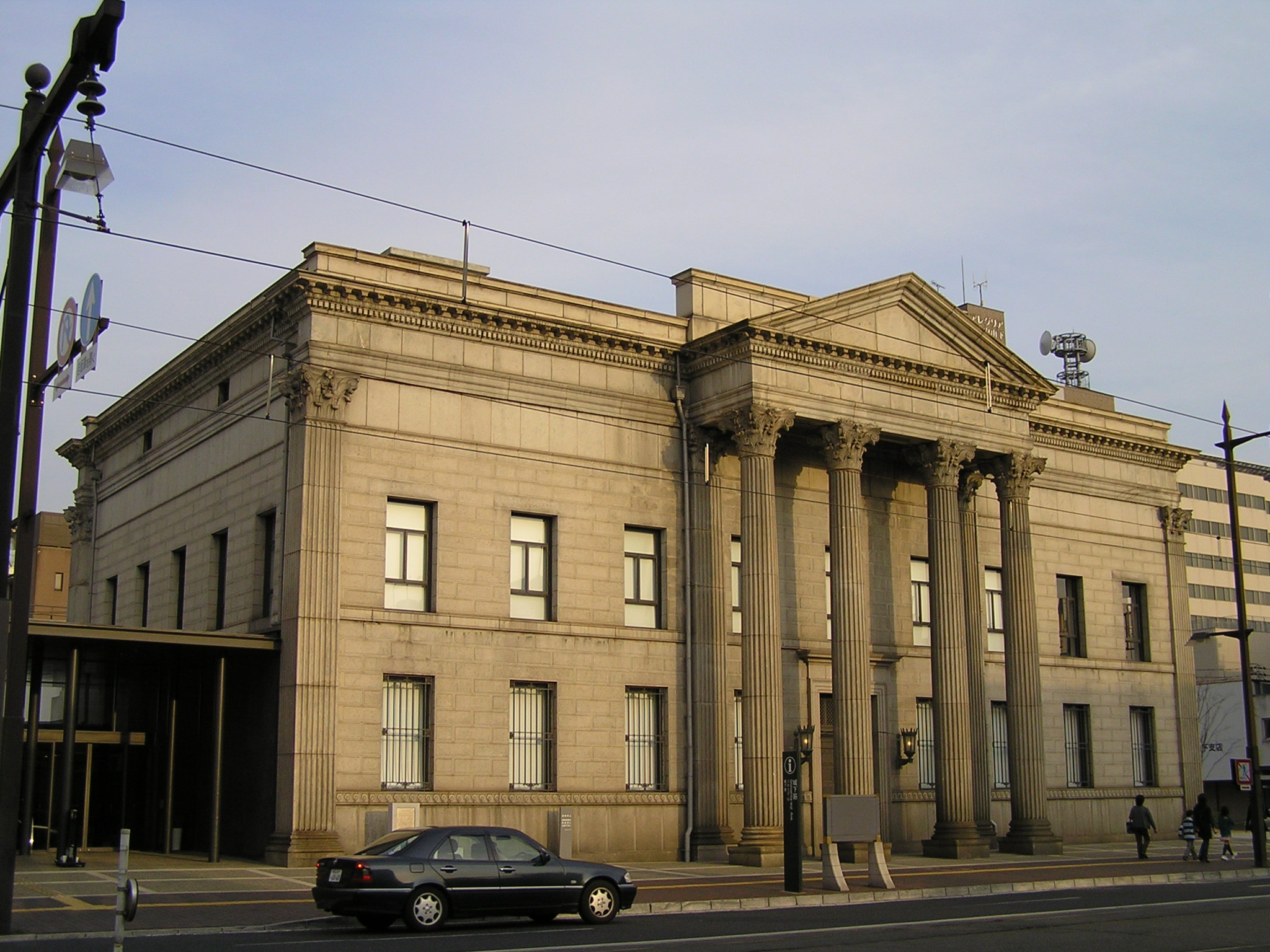
ルネスホール

## 周辺
- 岡山市立岡山後楽館中学校・高等学校（内山下校舎） - 旧・内山下小学校跡地[5]

## 交通
道路
- 水之手筋（岡山県道213号）
- 城下筋（岡山県道27号）
- 県庁通り
- あくら通り
- 石山みち
- 烏城みち

路面電車
- 岡山電気軌道東山線
  - 県庁通り停留場

## 地域区分としての内山下
地域区分（広域地名）としての内山下も現存する。内山下の他、丸の内を中心に石関町、表町・天神町・京橋町のそれぞれ一部からなり、江戸時代からの元来の内山下の地域に近いエリアである。一部の町丁が小字（旧町名）単位で含まれているのは、旧城下時代の名残であり、昭和期における住居表示の実施などによる町区改訂で、旧来の町域を考慮せず街路などで区分して新町域を設定したためである。
この地区を学区とする岡山市立内山下小学校、また同地を学区の一部とする岡山市立丸之内中学校が所在していたが、周囲との統廃合により廃校となり、それぞれ岡山市立岡山中央小学校・岡山市立岡山中央中学校となっている。
学校は廃校となったが、連合町内会など広域名としての内山下は現在も残っている。

## ゆかりのある人物
- 野津克巳（オハヨー乳業創業者） - 住所が内山下[14]。
- 野津喬（日本カバヤ・オハヨーホールディングス会長） - 野津克巳の長男[14]。